# 仁後真耶子
仁後 真耶子（にご まやこ、1979年12月2日 - ）は、日本の女性声優。東京都出身。アイムエンタープライズ所属。

## 来歴
小学生の時に通っていた英語教室で英語劇発表会に参加。引っ込み思案であり、「自分のそんな性格を少しでも直せれば」と英会話教室に通って発表会に参加していくうちに、人前で芝居をすることが楽しいと思い、「舞台に立ちたい」と思うようになった。
母にそのことを相談し、職業としての声優を教えてもらうまで、仁後はアニメの声はキャラクター自身が出しているものだと思っていた。友人からも「よく声が通るし声優に向いていそう」と意見を得、声優養成所の情報を提供される。「これでダメだったらどこでもダメだろう」と養成所のオーディションに挑戦した結果、合格できたという。
俳協ボイスアクターズスクール、日本ナレーション演技研究所、ヴォアレーヴを経てアイムエンタープライズに所属。
PS2ソフト『機動戦士ガンダム戦記 Lost War Chronicles』では、浅野真澄ら6人でガンダムガールズを結成、プロモーション活動を行っていた。声優業の傍ら舞台活動も行っている。
2014年4月7日、自身のブログで入籍を発表した。2015年12月31日、自身のブログで出産を発表した。

## 人物
声種はソプラノ。
趣味は散歩、編み物、ドライブ。特技は運動全般。
資格は簿記2級、普通自動車免許。
座右の銘は「自由奔放」。
一人称は、ブログでは「まや」。

### エピソード
『アイドルマスター』では高槻やよい役で出演。高槻やよいについてはオーディションの時に絵を見せてもらった時に少し大人っぽく見えており、当初は「わたしには縁がないのかな」、「すごくスタイルのいいキャラクターなのかな」と思い、姉弟が多くお姉さんな印象があった。役をもらった後は歌を収録し始めたことでセリフよりも先に歌を収録することになった。その後は役作りをしていく中で、「明るく元気に楽しく歌ってください」、「しゃべるように歌ってください」と言われ、歌を作っていくうちに、元気いっぱいで一生懸命頑張ってるお姉ちゃんの印象に変わっていった。その後は一生懸命頑張ってるお姉ちゃんを持った親の気持ちになり、やよいを自分の子どものような感じで温かく見守り、新しい台本をもらい、読むたびに「頑張れ」と応援したくなったり、もうずーっと支えていきたいと思えるような子だな」と思っているという。同作で共演している中村繪里子には「まよちょん」の他、「わたあめ蜂」というあだ名も付けられている（後に「わた蜂まぁや」へ発展）。これは「ふわふわしてるけど、鋭いとこを突くから」というのが理由。また、菊地真役の平田宏美と秋月律子役の若林直美とはほぼ同期である。
劇場アニメ「THE IDOLM@STER MOVIE 輝きの向こう側へ!」の公開二日目である2014年1月26日、近畿の主要上映館で舞台挨拶に登壇するはずだった、同作品の天海春香役である中村繪里子が前日の夜に体調を崩したため登壇できなくなった折、代打を立てた。

## 出演
太字はメインキャラクター。

### テレビアニメ
2000年
- はじめの一歩（久美の友達）

2001年
- おとぎストーリー 天使のしっぽ（2001年 - 2003年、ハムスターのクルミ、公星くるみ）- 2シリーズ

2004年
- ローゼンメイデン（ラビット夫人）

2006年
- らぶドル Lovely Idol（進藤あゆみ）

2009年
- 銀魂（幼少日輪）

2010年
- おまもりひまり（沙砂）

2011年
- THE IDOLM@STER（2011年 - 2012年、高槻やよい、モニョ）- 1シリーズ+特別編、モニョは「you-i」名義
- ドラゴンクライシス!（江藤実咲）

2013年
- ささみさん@がんばらない（女性声優）

2023年
- アイドルマスター ミリオンライブ！（高槻やよい）

### 劇場アニメ
- THE IDOLM@STER MOVIE 輝きの向こう側へ!（2014年、高槻やよい[17]）

### OVA
- THE IDOLM@STER Live For You! オリジナルアニメDVD（2008年、高槻やよい）
- THE IDOLM@STER SHINY FESTA（2014年、高槻やよい）- 3作品

### Webアニメ
- ぷちます! -プチ・アイドルマスター-（2013年 - 2014年、高槻やよい、やよ）- 2シリーズ

### ゲーム
2000年
- レインボーアイランド〜パティーズ☆パーティー〜 （パティ）

2002年
- 機動戦士ガンダム戦記 Lost War Chronicles（メイ・カーウィン）

2003年
- おとぎストーリー 天使のしっぽ（ハムスターのクルミ）

2005年
- THE IDOLM@STER（高槻やよい）
- 機動戦士ガンダム0079カードビルダー（メイ・カーウィン）
- らぶドル 〜Lovely Idol〜（進藤あゆみ）

2006年
- ♂モット!!恋愛主義♀「パルティータ」（宮野椿）
- アルカナハート シリーズ（2006年 - 2009年、リリカ・フェルフネロフ） - 4作品

2007年
- THE IDOLM@STER（高槻やよい）※Xbox 360版
- SDガンダム GGENERATION（2007年 - 2016年、メイ・カーウィン） - 2作品

2008年
- THE IDOLM@STER LIVE FOR YOU!（高槻やよい）
- ソルフェージュ〜Sweet harmony〜 / 〜La finale〜（2008年 - 2009年、上月未羽） - 2作品

2009年
- THE IDOLM@STER SP（高槻やよい）
- THE IDOLM@STER Dearly Stars（高槻やよい）
- ひぐらしのなく頃に シリーズ（2009年 - 2018年、尾崎渚） - 3作品
- パチンコDX ちょーりょーばっこ!!（坂田ほむら）

2011年
- THE IDOLM@STER 2（高槻やよい）
- アイドルマスター グラビアフォーユー! Vol.1 - 9（高槻やよい）
- ヴァイスシュヴァルツ ポータブル（高槻やよい）

2012年
- THE IDOLM@STER SHINY FESTA（高槻やよい）
- アイドルマスターモバイルi（高槻やよい）

2013年
- THE IDOLM@STER SHINY TV（高槻やよい）
- アイドルマスター シンデレラガールズ（高槻やよい）
- アイドルマスター ミリオンライブ!（2013年 - 2017年、高槻やよい）
- 圧倒的遊戯 ムゲンソウルズZ（れう）
- Shadow of Eclipse（アミエラ）

2014年
- アイドルマスター ワンフォーオール（高槻やよい）

2016年
- アイドルマスター プラチナスターズ（高槻やよい）
- .hack//New World（ランディ）

2017年
- アイドルマスター ミリオンライブ! シアターデイズ（2017年 - 2022年、高槻やよい）
- アイドルマスター ステラステージ（高槻やよい）

2021年
- アイドルマスター ポップリンクス（高槻やよい）
- 白猫プロジェクト（お菓子の家のアナウンス〈メルチの若い頃〉）
- アイドルマスター スターリットシーズン（2021年 - 2022年、高槻やよい）

### パチンコ・パチスロ
- もえろ!ハーレムエース（2007年、マロン）
- THE IDOLM@STER LIVE in SLOT!（2012年、高槻やよい）
- Pフィーバー アイドルマスター ミリオンライブ!（2021年、高槻やよい）
- パチスロ アイドルマスター ミリオンライブ!（2021年、高槻やよい[28]）

### アプリ
- ボイノベ『無尽合体キサラギ』（2014年、ヤヨイ）

### ドラマCD
2001年
- おとぎストーリー 天使のしっぽ Drama CD Vol.1（ハムスターのクルミ）

2003年
- 汝子校戰艦シンフォニア（安里愛）

2005年
- THE IDOLM@STER SCENE.1 - 6（高槻やよい）

2006年
- THE IDOLM@STER NEW STAGE.1 - 3（高槻やよい）
- THE IDOLM@STER ドラマCD「アン・ハッピーバースデー?」（高槻やよい）

2007年
- THE IDOLM@STER MASTER ARTIST 01 天海春香（高槻やよい）
- アルカナハート ドラマCD はーとふるシチュエーション えぴそーど1・2（リリカ・フェルフネロフ）

2008年
- アイドルマスター ドラマCD Eternal Prism 01 - 03（高槻やよい）
- ドラマCD しるバ.（安田しるば）
- ソルフェージュ ドラマCD Season2 なつのおもいで（上月未羽）
- DEARS 星座物語外伝〜25の物語〜（朗読：白蛇と黒蛇）

2009年
- ドラゴンクライシス!（江藤実咲）

2010年
- 幻想郷御伽草子 〜Witches gathering〜（チルノ）

2011年
- ぷちます! ドラマCD 1、2（高槻やよい、やよ）

2012年
- THE IDOLM@STER No Make!（高槻やよい）

2013年
- ナイトウィザード The 2nd Edition ファンブック アルティメットエネミー  リプレイ『ULTIMATE ENEMY』（鹿島はるみ）

2014年
- アイドルマスター ワンフォーオール 初回限定版付属 スペシャルドラマCD「765プロが行く!トップアイドルのお仕事見学」（高槻やよい）

2019年
- THE IDOLM@STER MILLION THE@TER GENERATION 16 ピコピコプラネッツ（高槻やよい）

### 吹き替え
- ヘラクレス（女子生徒）

### ラジオ
※はインターネット配信。
2000年代
- ぷに萌えレインボーアイランド（2000年、文化放送）
- 仁後真耶子＆浅野真澄＆斎藤千和のスタジオ I'mへようこそ!（2001年 - 2002年、声優Wave※）
- ラジオdeアイマSHOW!（2006年 - 2007年、アニメイトTV※）
- アイドルマスター Radio For You!（2007年 - 2008年、アニメイトTV※）
- ラジオdeアイマSTAR☆（2009年 - 2011年、アニメイトTV※）
- Honey★Box「café du coton」（2009年 - 2011年、ケータイラジオ館※）

2010年代
- ラジオdeアイマCHU!!（2011年 - 2014年、アニメイトTV※）
- アイドルマスター webラジオ〜一番くじ&クレーンキングスペシャル〜 皆さん、高槻やよいの部屋へようこそ!（2013年 - 2014年、ニコニコ動画※）

### ラジオドラマ
- おいでませラグヒカ（2011年、ローズマリー）

### オーディオドラマ
- THE IDOLM@STER NO Make!（2011年、高槻やよい）
- THE IDOLM@STER No Make+!（2015年、高槻やよい）

### ラジオCD
- おとぎストーリー 天使のしっぽ DJ☆CD Edition.1、3（2002年）
- DJCD ラジオdeアイマSHOW! Vol.2 - 5（2006年 - 2007年）Vol.2のみゲスト
- ラジオdeアイマSHOW! 出張版 〜コミックマーケット71であなたとEngage!〜（2006年）
- DJCD SP ラジオdeアイマSHOW! 2007年夏の感謝祭特別編！と言っておけばいいんじゃない？（2007年）
- DJCD アイドルマスター Radio For You! Vol.0 - 2（2008年）
- DJCD SP アイドルマスター Radio For You! 結納〜you-i know〜（2008年）
- DJCD EXTRA アイドルマスター Radio For You! KOTORIMIX（2008年）
- DJCD SP アイドルマスター Radio For You! Radio For 結〜you-i〜（2008年）
- DJCD EXTRA アイドルマスター P.S.プロデューサー PR For You!（2009年）ゲスト
- DJCD ラジオdeアイマSTAR☆ SP01、02（2010年 - 2011年）
- DJCD ラジオdeアイマSTAR☆ Summer Stage 2010（2010年）
- DJCD ラジオdeアイマCHU!! EXTRA（2011年）
- DJCD ラジオdeアイマCHU!! SP01、02（2011年 - 2012年）
- ラジオCD「iM@STUDIO」Vol.3・7・13・14・16（2012年 - 2015年）ゲスト
- DJCD ラジオdeアイマCHU!! スペシャルCD（2013年）
- DJCD ラジオdeアイマCHU!! ワールドCHUアー!!（2014年）
- DJCD ラジオdeアイマCHU!! ますたーぴーCHU!!（2015年）

### 舞台
- JDS Dance Performance Vol.7（車椅子の少女）
- 心は咲いている（幸子）

### 映像商品
- THE IDOLM@STER MASTER MOVIE（2006年）
- THE IDOLM@STER MASTER BOX IV 特典DVD（2008年）
- THE IDOLM@STER MASTER SPECIAL 765 “Colorful Days”（初回限定版付属DVDに参加、2008年12月10日）
- THE IDOLM@STER 4th ANNIVERSARY PARTY SPECIAL DREAM TOUR’S!!（2009年）
- Animelo Summer Live 2009（2010年）
- THE IDOLM@STER 5th ANNIVERSARY The world is all one !!（2011年）
- ファミソン8BIT☆アイドルマスター BEST ALBUM + LIVE DVD（2011年）
- THE IDOLM@STER 6th ANNIVERSARY SMILE SUMMER FESTIV@L!（2011年）
- THE IDOLM@STER 7th ANNIVERSARY 765PRO ALLSTARS みんなといっしょに!（2012年[29]）
- ラジオ アイドルマスター シンデレラガールズ『デレラジ』DVD Vol.2（2013年）
- THE IDOLM@STER MUSIC FESTIV@L OF WINTER!!（2013年[30]）
- THE IDOLM@ STER 8th ANNIVERSARY HOP!STEP!!FESTIV@L!!!（2014年[31]）
- THE IDOLM@STER M@STERS OF IDOL WORLD!!2014（2014年[32]）
- THE IDOLM@STER M@STER OF IDOL WORLD!!2015（2016年）高槻やよいの声
- THE IDOLM@STER PRODUCER MEETING 2017 765PRO ALLSTARS FUN TO THE NEW VISION!! EVENT Blu-ray PERFECT BOX（2017年11月22日）
- THE IDOLM@STER 765 MILLIONSTARS HOTCHPOTCH FESTIV@L!! LIVE Blu-ray DAY1（2018年）[33]
- THE IDOLM@STER ニューイヤーライブ!! 初星宴舞 LIVE Blu-ray 絢爛装丁版（2019年1月30日）[34]
- THE IDOLM@STER PRODUCER MEETING 2018 What is TOP!!!!!!!!!!!!!!? EVENT Blu-ray PERFECT BOX（2019年7月31日）[35]
- バンダイナムコエンターテインメントフェスティバル 2days LIVE Blu-ray（2020年9月9日）
- THE IDOLM＠STER 765PRO ALLSTARS LIVE SUNRICH COLORFUL LIVE Blu-ray（2023年7月26日）[36]
- THE IDOLM@STER M@STERS OF IDOL WORLD!!!!! 2023 Blu-ray PERFECT BOX!!!!!（2023年）[37]

### その他コンテンツ
- VP：「文部省教員教育VP」

## ディスコグラフィ

### キャラクターソング
| 発売日   | 商品名 | 歌 | 楽曲 | 備考                                                                                             |
| 2001年   | 2001年 | 2001年 | 2001年 | 2001年                                                                                           |
| -------- | --- | --- | --- | ------------------------------------------------------------------------------------------------ |
| 9月29日  | 天使のピクニック | P.E.T.S. | 「天使のピクニック」 | テレビアニメ『おとぎストーリー 天使のしっぽ』関連曲                                              |
| 10月30日 | 天使のしっぽ/One Drop | P.E.T.S. | 「天使のしっぽ」 | テレビアニメ『おとぎストーリー 天使のしっぽ』オープニングテーマ                                  |
| 11月29日 | 天使の夢・かなえてください                                                                                                 | 守護天使・中学生トリオ | 「天使の夢・かなえてください」 | テレビアニメ『おとぎストーリー 天使のしっぽ』関連曲                                              |
| 12月29日 | 天使のうたごえ vol.1 | ハムスターのクルミ（仁後真耶子） | 「Candy〜しあわせの夢まくら〜」 | テレビアニメ『おとぎストーリー 天使のしっぽ』関連曲                                              |
| 2002年   | | | |                                                                                                  |
| 10月23日 | 機動戦士ガンダム戦記 Lost War Chronicles オリジナルサウンドトラック                                                        | ガンダムガールズ | 「TRUST YOURSELF」 | ゲーム『機動戦士ガンダム戦記 Lost War Chronicles』関連曲                                         |
| 2004年   | | | |                                                                                                  |
| 7月22日  | シアワセ革命 | Lovely Idol | 「シアワセ革命」 | ゲーム『らぶドル 〜Lovely Idol〜』オープニングテーマ                                             |
| 7月22日  | シアワセ革命 | Lovely Idol | 「ココロの矢印は上向き」 | ゲーム『らぶドル 〜Lovely Idol〜』エンディングテーマ                                             |
| 2005年   | | | |                                                                                                  |
| 5月25日  | らぶドル 〜Lovely Idol〜 ヴォーカル&サウンドトラック らぶドルShow 第一幕                                                   | 進藤あゆみ（仁後真耶子） | 「泣き虫すみれ」 | ゲーム『らぶドル 〜Lovely Idol〜』関連曲                                                         |
| 11月30日 | THE IDOLM@STER MASTERPIECE 03 ポジティブ!                                                                                  | 水瀬伊織（釘宮理恵）、高槻やよい（仁後真耶子）、双海亜美 / 真美（下田麻美） | 「ポジティブ！（M@STER VERSION）」 「THE IDOLM@STER（IYAM VERSION）」 | ゲーム『THE IDOLM@STER』関連曲                                                                   |
| 2006年   | | | |                                                                                                  |
| 3月22日  | THE IDOLM@STER MASTERPIECE 04                                                                                              | 高槻やよい（仁後真耶子）、三浦あずさ（たかはし智秋）、萩原雪歩（落合祐里香） | 「おはよう!! 朝ご飯（M@STER VERSION）」 | ゲーム『THE IDOLM@STER』関連曲                                                                   |
| 3月22日  | THE IDOLM@STER MASTERPIECE 04                                                                                              | 天海春香（中村繪里子）、高槻やよい（仁後真耶子） | 「Here we go!!」 | ゲーム『THE IDOLM@STER』関連曲                                                                   |
| 3月22日  | THE IDOLM@STER MASTERPIECE 04                                                                                              | 双海亜美 / 真美（下田麻美）、天海春香（中村繪里子）、高槻やよい（仁後真耶子） | 「エージェント夜を往く」 | ゲーム『THE IDOLM@STER』関連曲                                                                   |
| 5月31日  | THE IDOLM@STER MASTERPIECE 05                                                                                              | 水瀬伊織（釘宮理恵）、天海春香（中村繪里子）、高槻やよい（仁後真耶子） | 「Here we go!!（M@STER VERSION）」 | ゲーム『THE IDOLM@STER』関連曲                                                                   |
| 5月31日  | THE IDOLM@STER MASTERPIECE 05                                                                                              | 天海春香（中村繪里子）、如月千早（今井麻美）、萩原雪歩（落合祐里香）、高槻やよい（仁後真耶子）、秋月律子（若林直美）、三浦あずさ（たかはし智秋）、水瀬伊織（釘宮理恵）、菊地真（平田宏美）、双海亜美 / 真美（下田麻美）                                                                | 「THE IDOLM@STER（M@STER VERSION -REMIX-）」 | ゲーム『THE IDOLM@STER』関連曲                                                                   |
| 7月19日  | THE IDOLM@STER MASTER BOX                                                                                                  | 高槻やよい（仁後真耶子） | 「太陽のジェラシー」 「9:02pm」 「Here we go !!」 「蒼い鳥」 「魔法をかけて!」 「エージェント夜を往く」 「First Stage」 「ポジティブ!」 「THE IDOLM@STER」 | ゲーム『THE IDOLM@STER』関連曲                                                                   |
| 12月20日 | THE IDOLM@STER MASTERWORK 00 私はアイドル♡                                                                                 | IM@S ALLSTARS | 「THE IDOLM@STER」 | ゲーム『THE IDOLM@STER』関連曲                                                                   |
| 2007年   | | | |                                                                                                  |
| 1月18日  | THE IDOLM@STER Your Song                                                                                                   | 高槻やよい（仁後真耶子） | 「ふたりのもじぴったん」 | ゲーム『THE IDOLM@STER』関連曲                                                                   |
| 1月31日  | THE IDOLM@STER MASTERWORK 01 GO MY WAY!!                                                                                   | 天海春香（中村繪里子）、水瀬伊織（釘宮理恵）、高槻やよい（仁後真耶子） | 「GO MY WAY!!（M@STER VERSION）」 | ゲーム『THE IDOLM@STER』関連曲                                                                   |
| 1月31日  | THE IDOLM@STER MASTERWORK 01 GO MY WAY!!                                                                                   | 高槻やよい（仁後真耶子） | 「おはよう!! 朝ご飯（M@STER VERSION）」 | ゲーム『THE IDOLM@STER』関連曲                                                                   |
| 3月22日  | THE IDOLM@STER MASTERWORK 03 まっすぐ                                                                                      | 水瀬伊織（釘宮理恵）、高槻やよい（仁後真耶子）、双海亜美 / 真美（下田麻美） | 「私はアイドル♡（M@STER VERSION）」 | ゲーム『THE IDOLM@STER』関連曲                                                                   |
| 4月4日   | THE IDOLM@STER MASTER BOX II                                                                                               | 高槻やよい（仁後真耶子） | 「GO MY WAY!!」 「思い出をありがとう」 「relations」 「まっすぐ」 「My Best Friend」 「私はアイドル♡」 | ゲーム『THE IDOLM@STER』関連曲                                                                   |
| 7月18日  | THE IDOLM@STER MASTER ARTIST 02 高槻やよい                                                                                 | 高槻やよい（仁後真耶子） | 「キラメキラリ」 「リルラ リルハ」 「GO MY WAY!!（M@STER VERSION）」 「私はアイドル♡」 「i」 | ゲーム『THE IDOLM@STER』関連曲                                                                   |
| 10月24日 | THE IDOLM@STER MASTER ARTIST FINALE 765プロ ALLSTARS                                                                       | IM@S ALLSTARS | 「団結」 | ゲーム『THE IDOLM@STER』関連曲                                                                   |
| 10月24日 | THE IDOLM@STER MASTER ARTIST FINALE 765プロ ALLSTARS                                                                       | IM@S ALLSTARS+ | 「i」 | ゲーム『THE IDOLM@STER』関連曲                                                                   |
| 12月19日 | THE IDOLM@STER Christmas for you!                                                                                          | 高槻やよい（仁後真耶子） | 「サンタクロースはどこのひと」 | ゲーム『THE IDOLM@STER』関連曲                                                                   |
| 2008年   | | | |                                                                                                  |
| 3月5日   | THE IDOLM@STER MASTER LIVE 01 REM@STER-A                                                                                   | 高槻やよい（仁後真耶子） | 「魔法をかけて！（REM@STER-A）」 | ゲーム『THE IDOLM@STER LIVE FOR YOU!』関連曲                                                     |
| 3月5日   | THE IDOLM@STER MASTER LIVE 01 REM@STER-A                                                                                   | 天海春香（中村繪里子）、高槻やよい（仁後真耶子）、双海真美（下田麻美） | 「思い出をありがとう（REM@STER-A）」 | ゲーム『THE IDOLM@STER LIVE FOR YOU!』関連曲                                                     |
| 3月5日   | THE IDOLM@STER MASTER LIVE 01 REM@STER-A                                                                                   | 天海春香（中村繪里子）、高槻やよい（仁後真耶子）、星井美希（長谷川明子）、三浦あずさ（たかはし智秋）、双海亜美 / 真美（下田麻美） | 「いっしょ」 | ゲーム『THE IDOLM@STER LIVE FOR YOU!』関連曲                                                     |
| 3月25日  | ファミソン8BIT☆アイドルマスター 01 高槻やよい / 双海亜美・真美                                                             | 高槻やよい（仁後真耶子）、双海亜美 / 真美（下田麻美） | 「GO MY WAY!!（『ワンダーモモ』ファミソン8BIT MIX）」 「おはよう!! 朝ご飯（『ドルアーガの塔』ファミソン8BIT MIX）」 「ポジティブ！（『マッピー』ファミソン8BIT MIX）」 | ゲーム『THE IDOLM@STER』関連曲                                                                   |
| 3月25日  | ファミソン8BIT☆アイドルマスター 01 高槻やよい / 双海亜美・真美                                                             | 高槻やよい（仁後真耶子） | 「Labyrinth（『パックマン』NEW SONG）」 | ゲーム『THE IDOLM@STER』関連曲                                                                   |
| 4月30日  | THE IDOLM@STER MASTER BOX III                                                                                              | 高槻やよい（仁後真耶子） | 「太陽のジェラシー（REMIX-A）」 「おはよう!! 朝ご飯（REMIX-A）」 「9:02pm（REMIX-A）」 「Here we go !!（REMIX-A）」 「蒼い鳥（REMIX-A）」 「魔法をかけて!（REMIX-A）」 「エージェント夜を往く（REMIX-A）」 「First Stage（REMIX-A）」 「ポジティブ!（REMIX-A）」 「THE IDOLM@STER（REMIX-A）」 「GO MY WAY!!（REMIX-A）」 「思い出をありがとう（REMIX-A）」 「relations（REMIX-A）」 「まっすぐ（REMIX-A）」 「My Best Friend（REMIX-A）」 「私はアイドル♡（REMIX-A）」 | ゲーム『THE IDOLM@STER LIVE FOR YOU!』関連曲                                                     |
| 5月14日  | THE IDOLM@STER MASTER LIVE 03 Do-Dai                                                                                       | 高槻やよい（仁後真耶子）、双海亜美（下田麻美）、星井美希（長谷川明子） | 「Do-Dai（M@STER VERSION）」 | ゲーム『THE IDOLM@STER LIVE FOR YOU!』関連曲                                                     |
| 5月14日  | THE IDOLM@STER MASTER LIVE 03 Do-Dai                                                                                       | 高槻やよい（仁後真耶子） | 「私はアイドル♡（REM@STER-A）」 | ゲーム『THE IDOLM@STER LIVE FOR YOU!』関連曲                                                     |
| 5月23日  | THE IDOLM@STER MASTER BOX IV                                                                                               | 高槻やよい（仁後真耶子） | 「太陽のジェラシー（REMIX-B）」 「おはよう!! 朝ご飯（REMIX-B）」 「9:02pm（REMIX-B）」 「Here we go !!（REMIX-B）」 「蒼い鳥（REMIX-B）」 「魔法をかけて!（REMIX-B）」 「エージェント夜を往く（REMIX-B）」 「First Stage（REMIX-B）」 「ポジティブ!（REMIX-B）」 「THE IDOLM@STER（REMIX-B）」 「GO MY WAY!!（REMIX-B）」 「思い出をありがとう（REMIX-B）」 「relations（REMIX-B）」 「まっすぐ（REMIX-B）」 「My Best Friend（REMIX-B）」 「私はアイドル♡（REMIX-B）」 | ゲーム『THE IDOLM@STER LIVE FOR YOU!』関連曲                                                     |
| 8月22日  | THE IDOLM@STER MASTER LIVE ENCORE                                                                                          | 星井美希（長谷川明子）、萩原雪歩（落合祐里香）、高槻やよい（仁後真耶子） | 「shiny smile（M@STER VERSION）」 | ゲーム『THE IDOLM@STER LIVE FOR YOU!』関連曲                                                     |
| 8月22日  | THE IDOLM@STER MASTER LIVE ENCORE                                                                                          | 高槻やよい（仁後真耶子） | 「ポジティブ！（REM@STER-B）」 | ゲーム『THE IDOLM@STER LIVE FOR YOU!』関連曲                                                     |
| 11月19日 | THE IDOLM@STER BEST ALBUM 〜MASTER OF MASTER〜                                                                             | IM@S ALLSTARS | 「GO MY WAY!!」 「団結」 「THE IDOLM@STER」 | ゲーム『THE IDOLM@STER』関連曲                                                                   |
| 11月19日 | THE IDOLM@STER BEST ALBUM 〜MASTER OF MASTER〜                                                                             | 高槻やよい（仁後真耶子）、双海亜美 / 真美（下田麻美）、天海春香（中村繪里子） | 「Do-Dai（M@STER VERSION）」 | ゲーム『THE IDOLM@STER』関連曲                                                                   |
| 11月19日 | THE IDOLM@STER BEST ALBUM 〜MASTER OF MASTER〜                                                                             | 高槻やよい（仁後真耶子）、星井美希（長谷川明子） | 「おはよう!! 朝ご飯（M@STER VERSION）」 | ゲーム『THE IDOLM@STER』関連曲                                                                   |
| 11月19日 | THE IDOLM@STER BEST ALBUM 〜MASTER OF MASTER〜                                                                             | 双海亜美 / 真美（下田麻美）、高槻やよい（仁後真耶子）、水瀬伊織（釘宮理恵） | 「ポジティブ！（M@STER VERSION）」 | ゲーム『THE IDOLM@STER』関連曲                                                                   |
| 11月19日 | THE IDOLM@STER BEST ALBUM 〜MASTER OF MASTER〜                                                                             | 萩原雪歩（落合祐里香）、秋月律子（若林直美）、高槻やよい（仁後真耶子） | 「My Best Friend（M@STER VERSION）」 | ゲーム『THE IDOLM@STER』関連曲                                                                   |
| 11月19日 | THE IDOLM@STER BEST ALBUM 〜MASTER OF MASTER〜                                                                             | 天海春香（中村繪里子）、如月千早（今井麻美）、高槻やよい（仁後真耶子）、菊地真（平田宏美）、星井美希（長谷川明子） | 「メリー」 | ゲーム『THE IDOLM@STER』関連曲                                                                   |
| 11月19日 | THE IDOLM@STER BEST ALBUM 〜MASTER OF MASTER〜                                                                             | IM@S ALLSTARS+ | 「i」 | ゲーム『THE IDOLM@STER』関連曲                                                                   |
| 12月10日 | THE IDOLM@STER MASTER SPECIAL 765 “Colorful Days”                                                                          | 天海春香（中村繪里子）、如月千早（今井麻美）、高槻やよい（仁後真耶子） | 「サイレント ナイト」 | ゲーム『THE IDOLM@STER SP』関連曲                                                                |
| 2009年   | | | |                                                                                                  |
| 2月4日   | THE IDOLM@STER MASTER SPECIAL 01 天海春香・高槻やよい                                                                      | 高槻やよい（仁後真耶子） | 「ゲンキトリッパー」 「じゅもんをあげるよ」 「Do-Dai（M@STER VERSION）」 | ゲーム『THE IDOLM@STER SP』関連曲                                                                |
| 2月4日   | THE IDOLM@STER MASTER SPECIAL 01 天海春香・高槻やよい                                                                      | 天海春香（中村繪里子）、高槻やよい（仁後真耶子） | 「i（REM@STER-A）」 | ゲーム『THE IDOLM@STER SP』関連曲                                                                |
| 2月4日   | THE IDOLM@STER MASTER SPECIAL 01 天海春香・高槻やよい                                                                      | 高槻やよい（仁後真耶子）、天海春香（中村繪里子） | 「L・O・B・M」 | ゲーム『THE IDOLM@STER SP』関連曲                                                                |
| 3月18日  | THE IDOLM@STER MASTER BOX V                                                                                                | 高槻やよい（仁後真耶子） | 「shiny smile」 「Do-Dai」 「my song」 「i」 「ふるふるフューチャー☆」 「神さまのBirthday」 | ゲーム『THE IDOLM@STER LIVE FOR YOU!』関連曲                                                     |
| 5月17日  | THE IDOLM@STER MASTER BOX catalog 08,09,11 COMPLETE                                                                        | 高槻やよい（仁後真耶子） | 「shiny smile（REMIX-A）」 「Do-Dai（REMIX-A）」 「my song（REMIX-A）」 「i（REMIX-A）」 「shiny smile（REMIX-B）」 「Do-Dai（REMIX-B）」 「my song（REMIX-B）」 「i（REMIX-B）」 | ゲーム『THE IDOLM@STER LIVE FOR YOU!』関連曲                                                     |
| 12月16日 | THE IDOLM@STER MASTER SPECIAL WINTER                                                                                       | 星井美希（長谷川明子）、高槻やよい（仁後真耶子）、双海亜美 / 真美（下田麻美） | 「あったかな雪」 | ゲーム『THE IDOLM@STER SP』関連曲                                                                |
| 12月16日 | THE IDOLM@STER MASTER SPECIAL WINTER                                                                                       | 高槻やよい（仁後真耶子） | 「チキンライス」 | ゲーム『THE IDOLM@STER SP』関連曲                                                                |
| 12月16日 | THE IDOLM@STER MASTER SPECIAL WINTER                                                                                       | 三浦あずさ（たかはし智秋）、四条貴音（原由実）、如月千早（今井麻美）、星井美希（長谷川明子）、高槻やよい（仁後真耶子）、双海亜美 / 真美（下田麻美） | 「キミはメロディ（M@STER VERSION）」 | ゲーム『THE IDOLM@STER SP』関連曲                                                                |
| 2010年   | | | |                                                                                                  |
| 3月31日  | THE IDOLM@STER MASTER BOX VI                                                                                               | 高槻やよい（仁後真耶子） | 「I Want」 「迷走Mind」 「目が逢う瞬間」 「スタ→トスタ→」 「隣に…」 「フタリの記憶」 「Kosmos, Cosmos」 「いっぱいいっぱい」 | ゲーム『THE IDOLM@STER SP』関連曲                                                                |
| 5月12日  | THE IDOLM@STER BEST OF 765+876=!! VOL.01                                                                                   | 天海春香（中村繪里子）、菊地真（平田宏美）、高槻やよい（仁後真耶子）、我那覇響（沼倉愛美）、日高愛（戸松遥） | 「THE 愛」 | ゲーム『THE IDOLM@STER』関連曲                                                                   |
| 6月2日   | THE IDOLM@STER BEST OF 765+876=!! VOL.02                                                                                   | 高槻やよい（仁後真耶子）、星井美希（長谷川明子） | 「バレンタイン」 | ゲーム『THE IDOLM@STER』関連曲                                                                   |
| 6月2日   | THE IDOLM@STER BEST OF 765+876=!! VOL.02                                                                                   | 水瀬伊織（釘宮理恵）、高槻やよい（仁後真耶子） | 「Do-Dai（M@STER VERSION）」 | ゲーム『THE IDOLM@STER』関連曲                                                                   |
| 6月4日   | アイドルマスターブレイク！ 第3巻限定版特典CD                                                                               | 高槻やよい（仁後真耶子） | 「帰り道」 | 漫画『アイドルマスターブレイク！』関連曲                                                         |
| 6月23日  | THE IDOLM@STER BEST OF 765+876=!! VOL.03                                                                                   | 天海春香（中村繪里子）、高槻やよい（仁後真耶子）、水瀬伊織（釘宮理恵）、如月千早（今井麻美）、菊地真（平田宏美） | 「GO MY WAY!!（M@STER VERSION）」 | ゲーム『THE IDOLM@STER』関連曲                                                                   |
| 6月23日  | THE IDOLM@STER BEST OF 765+876=!! VOL.03                                                                                   | 萩原雪歩（長谷優里奈）、双海亜美 / 真美（下田麻美）、秋月律子（若林直美）、高槻やよい（仁後真耶子）、四条貴音（原由実） | 「My Best Friend（M@STER VERSION）」 | ゲーム『THE IDOLM@STER』関連曲                                                                   |
| 6月23日  | THE IDOLM@STER BEST OF 765+876=!! VOL.03                                                                                   | IM@S ALLSTARS++ | 「L・O・B・M」 | ゲーム『THE IDOLM@STER』関連曲                                                                   |
| 6月23日  | THE IDOLM@STER BEST OF 765+876=!! VOL.03                                                                                   | IM@S ALLSTARS1641 | 「THE IDOLM@STER」 | ゲーム『THE IDOLM@STER』関連曲                                                                   |
| 7月3日   | THE IDOLM@STER BEST OF 765+876=!! THE iDRE@MLOST                                                                           | 高槻やよい（仁後真耶子） | 「THE 愛」 | ゲーム『THE IDOLM@STER』関連曲                                                                   |
| 9月22日  | THE IDOLM@STER MASTER ARTIST 2 Prologue                                                                                    | IM@S 765PRO ALLSTARS | 「団結2010」 | ゲーム『THE IDOLM@STER 2』関連曲                                                                 |
| 9月29日  | ソルフェージュ ボーカルコレクション                                                                                        | 上月未羽（仁後真耶子） | 「Aozora Melody」 | ゲーム『ソルフェージュ〜Sweet harmony〜』関連曲                                                  |
| 12月29日 | THE IDOLM@STER MASTER ARTIST 2 -FIRST SEASON- 07 萩原雪歩                                                                  | 萩原雪歩（浅倉杏美）、双海真美（下田麻美）、高槻やよい（仁後真耶子） | 「スウィートドーナッツ（Version Yukiho）」 | ゲーム『THE IDOLM@STER 2』関連曲                                                                 |
| 12月29日 | THE IDOLM@STER MASTER ARTIST 2 -FIRST SEASON- 07 萩原雪歩                                                                  | 双海真美（下田麻美）、萩原雪歩（浅倉杏美）、高槻やよい（仁後真耶子） | 「スウィートドーナッツ（Version Mami）」 | ゲーム『THE IDOLM@STER 2』関連曲                                                                 |
| 12月29日 | THE IDOLM@STER MASTER ARTIST 2 -FIRST SEASON- 09 高槻やよい                                                                | 高槻やよい（仁後真耶子） | 「スマイル体操」 「キラメキラリ」 「さんぽ」 | ゲーム『THE IDOLM@STER 2』関連曲                                                                 |
| 12月29日 | THE IDOLM@STER MASTER ARTIST 2 -FIRST SEASON- 09 高槻やよい                                                                | 高槻やよい（仁後真耶子）、萩原雪歩（浅倉杏美）、双海真美（下田麻美） | 「スウィートドーナッツ（Version Yayoi）」 | ゲーム『THE IDOLM@STER 2』関連曲                                                                 |
| 2011年   | | | |                                                                                                  |
| 2月9日   | SMOKY THRILL | 星井美希（長谷川明子）、萩原雪歩（浅倉杏美）、高槻やよい（仁後真耶子） | 「チクタク」 | ゲーム『THE IDOLM@STER 2』関連曲                                                                 |
| 2月9日   | The world is all one !! | 萩原雪歩（浅倉杏美）、双海真美（下田麻美）、高槻やよい（仁後真耶子） | 「The world is all one !!（M@STER VERSION）」 | ゲーム『THE IDOLM@STER 2』関連曲                                                                 |
| 2月9日   | The world is all one !! | 765PRO ALLSTARS | 「The world is all one !!（M@STER VERSION）」 | ゲーム『THE IDOLM@STER 2』関連曲                                                                 |
| 6月25日  | THE IDOLM@STER MASTER BOX VII                                                                                              | 高槻やよい（仁後真耶子） | 「Colorful Days」 「オーバーマスター」 「キミはメロディ」 「またね」 「L・O・B・M」 | ゲーム『THE IDOLM@STER SP』関連曲                                                                |
| 8月10日  | THE IDOLM@STER ANIM@TION MASTER 01 READY!!                                                                                 | 765PRO ALLSTARS | 「READY!!（M@STER VERSION）」 | テレビアニメ『THE IDOLM@STER』オープニングテーマ                                                 |
| 8月10日  | THE IDOLM@STER ANIM@TION MASTER 01 READY!!                                                                                 | 水瀬伊織（釘宮理恵）、高槻やよい（仁後真耶子）、双海亜美 / 真美（下田麻美） | 「おとなのはじまり」 | テレビアニメ『THE IDOLM@STER』関連曲                                                             |
| 9月7日   | THE IDOLM@STER ANIM@TION MASTER 02                                                                                         | 765PRO ALLSTARS | 「The world is all one !!（M@STER VERSION）」 | テレビアニメ『THE IDOLM@STER』エンディングテーマ                                                 |
| 9月7日   | THE IDOLM@STER ANIM@TION MASTER 02                                                                                         | 水瀬伊織（釘宮理恵）、高槻やよい（仁後真耶子）、双海亜美 / 真美（下田麻美） | 「私はアイドル♡（M@STER VERSION）」 | テレビアニメ『THE IDOLM@STER』挿入歌                                                             |
| 9月7日   | THE IDOLM@STER ANIM@TION MASTER 02                                                                                         | 水瀬伊織（釘宮理恵）、高槻やよい（仁後真耶子） | 「ポジティブ！（M@STER VERSION）」 | テレビアニメ『THE IDOLM@STER』エンディングテーマ                                                 |
| 9月7日   | THE IDOLM@STER ANIM@TION MASTER 02                                                                                         | 天海春香（中村繪里子）、高槻やよい（仁後真耶子）、双海亜美 / 真美（下田麻美）、萩原雪歩（浅倉杏美）、水瀬伊織（釘宮理恵）、四条貴音（原由実） | 「神SUMMER!!」 | テレビアニメ『THE IDOLM@STER』挿入歌                                                             |
| 10月5日  | THE IDOLM@STER ANIM@TION MASTER 03                                                                                         | 765PRO ALLSTARS | 「THE IDOLM@STER」 | テレビアニメ『THE IDOLM@STER』エンディングテーマ                                                 |
| 10月5日  | THE IDOLM@STER ANIM@TION MASTER 03                                                                                         | 765PRO ALLSTARS | 「L・O・B・M」 | テレビアニメ『THE IDOLM@STER』挿入歌                                                             |
| 10月5日  | THE IDOLM@STER ANIM@TION MASTER 03                                                                                         | 765+876PRO ALLSTARS | 「GO MY WAY!!」 | テレビアニメ『THE IDOLM@STER』エンディングテーマ                                                 |
| 11月9日  | THE IDOLM@STER ANIM@TION MASTER 04 CHANGE!!!!                                                                              | 765PRO ALLSTARS | 「CHANGE!!!!（M@STER VERSION）」 | テレビアニメ『THE IDOLM@STER』オープニングテーマ                                                 |
| 11月30日 | THE IDOLM@STER ANIM@TION MASTER 05                                                                                         | 天海春香（中村繪里子）、星井美希（長谷川明子）、如月千早（今井麻美）、高槻やよい（仁後真耶子）、萩原雪歩（浅倉杏美）、菊地真（平田宏美）、双海真美（下田麻美）、四条貴音（原由実）、我那覇響（沼倉愛美）                                                                               | 「自分REST@RT（M@STER VERSION）」 | テレビアニメ『THE IDOLM@STER』挿入歌                                                             |
| 11月30日 | THE IDOLM@STER ANIM@TION MASTER 05                                                                                         | 765PRO ALLSTARS | 「i」 「MEGARE!（M@STER VERSION）」 | テレビアニメ『THE IDOLM@STER』エンディングテーマ                                                 |
| 11月30日 | THE IDOLM@STER ANIM@TION MASTER 05                                                                                         | 高槻やよい（仁後真耶子）、萩原雪歩（浅倉杏美）、菊地真（平田宏美）、水瀬伊織（釘宮理恵）、三浦あずさ（たかはし智秋）、秋月律子（若林直美） | 「キミはメロディ（M@STER VERSION）」 | テレビアニメ『THE IDOLM@STER』挿入歌                                                             |
| 12月28日 | THE IDOLM@STER ANIM@TION MASTER 06                                                                                         | 如月千早（今井麻美）、天海春香（中村繪里子）、星井美希（長谷川明子）、高槻やよい（仁後真耶子）、萩原雪歩（浅倉杏美）、菊地真（平田宏美）、双海亜美 / 真美（下田麻美）、水瀬伊織（釘宮理恵）、三浦あずさ（たかはし智秋）、四条貴音（原由実）、我那覇響（沼倉愛美）                      | 「約束（TV VERSION）」 | テレビアニメ『THE IDOLM@STER』挿入歌                                                             |
| 2012年   | | | |                                                                                                  |
| 2月1日   | THE IDOLM@STER ANIM@TION MASTER 07                                                                                         | 星井美希（長谷川明子）、高槻やよい（仁後真耶子）、萩原雪歩（浅倉杏美）、菊地真（平田宏美）、水瀬伊織（釘宮理恵）、秋月律子（若林直美） | 「My Wish」 | テレビアニメ『THE IDOLM@STER』挿入歌                                                             |
| 2月1日   | THE IDOLM@STER ANIM@TION MASTER 07                                                                                         | 765PRO ALLSTARS | 「まっすぐ」 「いっしょ（NEW VERSION）」 | テレビアニメ『THE IDOLM@STER』エンディングテーマ                                                 |
| 2月1日   | THE IDOLM@STER ANIM@TION MASTER 07                                                                                         | 765PRO ALLSTARS | 「READY!! & CHANGE!!!! SPECIAL EDITION」 「私たちはずっと…でしょう？」 | テレビアニメ『THE IDOLM@STER』挿入歌                                                             |
| 2月9日   | THE IDOLM@STER MASTER BOX VIII                                                                                             | 高槻やよい（仁後真耶子） | 「The world is all one !!」 「きゅんっ！ヴァンパイアガール」 「愛 LIKE ハンバーガー」 「Honey Heartbeat」 「Little Match Girl」 | ゲーム『THE IDOLM@STER 2』関連曲                                                                 |
| 4月26日  | THE IDOLM@STER BD・DVD 第7巻 完全生産限定版特典CD「PERFECT IDOL 04」                                                       | 如月千早（今井麻美）、高槻やよい（仁後真耶子）、水瀬伊織（釘宮理恵） | 「Slapp Happy!!!」 | テレビアニメ『THE IDOLM@STER』関連曲                                                             |
| 4月26日  | THE IDOLM@STER BD・DVD 第7巻 完全生産限定版特典CD「PERFECT IDOL 04」                                                       | 高槻やよい（仁後真耶子） | 「キラメキラリ -BOSSA NOVA Rearrange Mix-」 | テレビアニメ『THE IDOLM@STER』関連曲                                                             |
| 9月26日  | THE IDOLM@STER ANIM@TION MASTER 生っすかSPECIAL 03                                                                         | 高槻やよい（仁後真耶子）、秋月律子（若林直美） | 「愛 LIKE ハンバーガー（M@STER VERSION）」 「初恋 〜三章 幸せの紅葉〜」 | テレビアニメ『THE IDOLM@STER』関連曲                                                             |
| 9月26日  | THE IDOLM@STER ANIM@TION MASTER 生っすかSPECIAL 03                                                                         | 高槻やよい（仁後真耶子） | 「らびゅ らびゅ」 「トイレの神様」 | テレビアニメ『THE IDOLM@STER』関連曲                                                             |
| 11月28日 | ら♪ら♪ら♪わんだぁらんど | 765PRO ALLSTARS featuring ぷちどる | 「ら♪ら♪ら♪わんだぁらんど」 | Webアニメ『ぷちます！ -プチ・アイドルマスター-』テーマソング                                     |
| 2013年   | | | |                                                                                                  |
| 1月30日  | PETIT IDOLM@STER Twelve Seasons! Vol.3 高槻やよい&やよ                                                                     | 高槻やよい（仁後真耶子） | 「まほろば」 「ら♪ら♪ら♪わんだぁらんど」 「Maybe TOMORROW」 | Webアニメ『ぷちます！ -プチ・アイドルマスター-』関連曲                                           |
| 1月30日  | THE IDOLM@STER ANIM@TION MASTER 生っすかSPECIAL CURTAIN CALL                                                               | 天海春香（中村繪里子）、星井美希（長谷川明子）、如月千早（今井麻美）、高槻やよい（仁後真耶子）、萩原雪歩（浅倉杏美）、我那覇響（沼倉愛美） | 「We Have A Dream（M@STER VERSION）」 | パチスロ『THE IDOLM@STER LIVE in SLOT!』テーマソング                                             |
| 1月30日  | THE IDOLM@STER ANIM@TION MASTER 生っすかSPECIAL CURTAIN CALL                                                               | 高槻やよい（仁後真耶子） | 「Slapp Happy!!!」 | テレビアニメ『THE IDOLM@STER』関連曲                                                             |
| 3月27日  | ささみさん@がんばらないOST                                                                                                 | 女性声優（仁後真耶子） | 「リボンがフワリ」 | テレビアニメ『ささみさん@がんばらない』挿入歌                                                    |
| 4月10日  | THE IDOLM@STER ANIM@TION MASTER 生っすかSPECIAL弦楽四重奏 初恋組曲                                                         | 高槻やよい（仁後真耶子） | 「初恋 〜三章 幸せの紅葉〜」 | テレビアニメ『THE IDOLM@STER』関連曲                                                             |
| 4月24日  | THE IDOLM@STER LIVE THE@TER PERFORMANCE 01 Thank You!                                                                      | 765 MILLIONSTARS | 「Thank You!」 | ゲーム『アイドルマスター ミリオンライブ！』テーマソング                                          |
| 4月24日  | THE IDOLM@STER LIVE THE@TER PERFORMANCE 01 Thank You!                                                                      | 765PRO ALLSTARS | 「Thank You!」 | ゲーム『アイドルマスター ミリオンライブ！』テーマソング                                          |
| 9月18日  | THE IDOLM@STER 765PRO ALLSTARS+ GRE@TEST BEST!-THE IDOLM@STER HISTORY-                                                     | 765PRO ALLSTARS | 「MUSIC♪（M@STER VERSION）」 | ゲーム『THE IDOLM@STER SHINY FESTA』関連曲                                                       |
| 10月23日 | THE IDOLM@STER 765PRO ALLSTARS+ GRE@TEST BEST!-SWEET＆SMILE!-                                                              | 高槻やよい（仁後真耶子）、双海亜美 / 真美（下田麻美）、水瀬伊織（釘宮理恵）、我那覇響（沼倉愛美） | 「ビジョナリー（M@STER VERSION）」 | ゲーム『THE IDOLM@STER SHINY FESTA』関連曲                                                       |
| 11月27日 | THE IDOLM@STER LIVE THE@TER PERFORMANCE 08                                                                                 | 高槻やよい（仁後真耶子） | 「ハートウォーミング」 | ゲーム『アイドルマスター ミリオンライブ！』関連曲                                                |
| 11月27日 | THE IDOLM@STER LIVE THE@TER PERFORMANCE 08                                                                                 | 高槻やよい（仁後真耶子）、大神環（稲川英里）、中谷育（原嶋あかり）、矢吹可奈（木戸衣吹） | 「Good-Sleep, Baby♡」 | ゲーム『アイドルマスター ミリオンライブ！』関連曲                                                |
| 2014年   | | | |                                                                                                  |
| 1月29日  | M@STERPIECE | 765PRO ALLSTARS | 「M@STERPIECE」 | 劇場アニメ『THE IDOLM@STER MOVIE 輝きの向こう側へ！』関連曲                                      |
| 1月29日  | M@STERPIECE | 天海春香（中村繪里子）、星井美希（長谷川明子）、如月千早（今井麻美）、高槻やよい（仁後真耶子）、菊地真（平田宏美）、水瀬伊織（釘宮理恵）、双海亜美 / 真美（下田麻美）、三浦あずさ（たかはし智秋）、萩原雪歩（浅倉杏美）、我那覇響（沼倉愛美）、四条貴音（原由実）                      | 「M@STERPIECE（MOVIE VERSION）」 | 劇場アニメ『THE IDOLM@STER MOVIE 輝きの向こう側へ！』関連曲                                      |
| 4月18日  | ぷちます! かんしゃさい〜すぺしゃるCD〜                                                                                     | 高槻やよい（仁後真耶子） | 「まほろば」 | Webアニメ『ぷちます！ -プチ・アイドルマスター-』関連曲                                           |
| 4月18日  | ぷちます! かんしゃさい〜すぺしゃるCD〜                                                                                     | 「ら♪ら♪ら♪わんだぁらんど」 | 天海春香（中村繪里子）、高槻やよい（仁後真耶子）、秋月律子（若林直美）、星井美希（長谷川明子）、四条貴音（原由実）、我那覇響（沼倉愛美） | Webアニメ『ぷちます！ -プチ・アイドルマスター-』関連曲                                           |
| 5月28日  | PETIT IDOLM@STER Twelve Campaigns! VOL.1 高槻やよい&やよ+水瀬伊織&いお                                                     | 高槻やよい（仁後真耶子） | 「カンゲキハッピーエコロジー」 「オハヨ○サンシャイン」 | Webアニメ『ぷちます!! -プチプチ・アイドルマスター-』関連曲                                       |
| 5月28日  | 「ぷちます!! -プチプチ・アイドルマスター-」エンディングテーマ マキシシングル                                               | 高槻やよい（仁後真耶子）、水瀬伊織（釘宮理恵）、我那覇響（沼倉愛美）、双海亜美 / 真美（下田麻美） | 「オハヨ○サンシャイン」 | Webアニメ『ぷちます!! -プチプチ・アイドルマスター-』エンディングテーマ                           |
| 6月18日  | ラムネ色 青春 | 765PRO ALLSTARS | 「ラムネ色 青春」 | 劇場アニメ『THE IDOLM@STER MOVIE 輝きの向こう側へ！』挿入歌                                      |
| 6月18日  | ラムネ色 青春 | 高槻やよい（仁後真耶子）、菊地真（平田宏美）、水瀬伊織（釘宮理恵） | 「待ち受けプリンス（M@STER VERSION）」 | ゲーム『アイドルマスター シャイニーTV』関連曲                                                    |
| 7月30日  | THE IDOLM@STER LIVE THE@TER HARMONY 01                                                                                     | レジェンドデイズ | 「合言葉はスタートアップ！」 「Welcome!!」 | ゲーム『アイドルマスター ミリオンライブ！』関連曲                                                |
| 7月30日  | THE IDOLM@STER LIVE THE@TER HARMONY 01                                                                                     | 高槻やよい（仁後真耶子） | 「ストロベリー・キューピッド」 | ゲーム『アイドルマスター ミリオンライブ！』関連曲                                                |
| 8月13日  | 虹色ミラクル | 765PRO ALLSTARS | 「虹色ミラクル」 | 劇場アニメ『THE IDOLM@STER MOVIE 輝きの向こう側へ！』エンディングテーマ                          |
| 8月27日  | THE IDOLM@STER MASTER ARTIST 3 Prologue ONLY MY NOTE                                                                       | 765PRO ALLSTARS | 「ONLY MY NOTE（M@STER VERSION）」 「ワンフォーオール DLC2014年8月ソロ新曲メドレー」 | ゲーム『アイドルマスター ワンフォーオール』関連曲                                                |
| 2015年   | | | |                                                                                                  |
| 6月24日  | THE IDOLM@STER 765PRO LIVE THE@TER COLLECTION Vol.1                                                                        | 765PRO ALLSTARS | 「Welcome!!」 | ゲーム『アイドルマスター ミリオンライブ！』関連曲                                                |
| 7月18日  | THE IDOLM@STER M@STERS OF IDOL WORLD!! 2015 M@STERPIECE & 10th Anniversary Mix                                             | 高槻やよい（仁後真耶子） | 「M@STERPIECE」 | 劇場アニメ『THE IDOLM@STER MOVIE 輝きの向こう側へ！』関連曲                                      |
| 9月30日  | THE IDOLM@STER LIVE THE@TER DREAMERS 01 Dreaming!                                                                          | MILLION ALLSTARS | 「Welcome!!」 | ゲーム『アイドルマスター ミリオンライブ！』関連曲                                                |
| 10月21日 | THE IDOLM@STER MASTER ARTIST 3 10 高槻やよい                                                                               | 高槻やよい（仁後真耶子） | 「プラ・ソニック・ラブ！（M@STER VERSION）」 「チクタク」 「ヒーロー」 「はらり、ひらり」 「Good-Byes（M@STER VERSION）」 「ONLY MY NOTE（M@STER VERSION）」 | ゲーム『アイドルマスター ワンフォーオール』関連曲                                                |
| 10月28日 | THE IDOLM@STER LIVE THE@TER DREAMERS 02                                                                                    | 天海春香（中村繪里子）、春日未来（山崎はるか）、北上麗花（平山笑美）、北沢志保（雨宮天）、ジュリア（愛美）、高槻やよい（仁後真耶子）、所恵美（藤井ゆきよ）、七尾百合子（伊藤美来）、望月杏奈（夏川椎菜）、矢吹可奈（木戸衣吹）                                                         | 「Dreaming!」 | ゲーム『アイドルマスター ミリオンライブ！』関連曲                                                |
| 10月28日 | THE IDOLM@STER LIVE THE@TER DREAMERS 02                                                                                    | 高槻やよい（仁後真耶子）、矢吹可奈（木戸衣吹） | 「Eternal Spiral」 | ゲーム『アイドルマスター ミリオンライブ！』関連曲                                                |
| 2016年   | | | |                                                                                                  |
| 2月17日  | THE IDOLM@STER MASTER ARTIST 3 FINALE Destiny                                                                              | 765PRO ALLSTARS | 「Destiny（M@STER VERSION）」 | ゲーム『アイドルマスター ワンフォーオール』関連曲                                                |
| 2月17日  | THE IDOLM@STER MASTER ARTIST 3 FINALE Destiny 初回盤                                                                       | 高槻やよい（仁後真耶子） | 「Destiny（M@STER VERSION）」 | ゲーム『アイドルマスター ワンフォーオール』関連曲                                                |
| 7月20日  | THE IDOLM@STER PLATINUM MASTER 00 Happy!                                                                                   | 星井美希（長谷川明子）、高槻やよい（仁後真耶子）、菊地真（平田宏美）、双海亜美 / 真美（下田麻美）、四条貴音（原由実） | 「ザ・ライブ革命でSHOW!（M@STER VERSION）」 | ゲーム『アイドルマスター プラチナスターズ』関連曲                                                |
| 9月21日  | THE IDOLM@STER PLATINUM MASTER 02 僕たちのResistance                                                                       | 高槻やよい（仁後真耶子）、如月千早（今井麻美）、星井美希（長谷川明子）、我那覇響（沼倉愛美） | 「僕たちのResistance（M@STER VERSION）」 | ゲーム『アイドルマスター プラチナスターズ』関連曲                                                |
| 2017年   | | | |                                                                                                  |
| 1月28日  | THE IDOLM@STER PRODUCER MEETING 2017 765PRO ALLSTARS -Fun to the new vision!! 会場オリジナルCD MiracleResistanceアマテラス | 高槻やよい（仁後真耶子） | 「僕たちのResistance（M@STER VERSION）」 | ゲーム『アイドルマスター プラチナスターズ』関連曲                                                |
| 3月29日  | THE IDOLM@STER PLATINUM MASTER ENCORE 紅白応援V                                                                            | 765PRO ALLSTARS | 「紅白応援V」 「チェリー -PRODUCER MEETING 2017 MIX-」 「団結2010 -PRODUCER MEETING 2017 MIX-」 | イベント『THE IDOLM@STER PRODUCER MEETING 2017 765PRO ALLSTARS -Fun to the new vision!!-』関連曲 |
| 3月29日  | THE IDOLM@STER PLATINUM MASTER ENCORE 紅白応援V                                                                            | 四条貴音（原由実）、高槻やよい（仁後真耶子） | 「紅白応援V 貴音×やよい Ver.」 | イベント『THE IDOLM@STER PRODUCER MEETING 2017 765PRO ALLSTARS -Fun to the new vision!!-』関連曲 |
| 7月26日  | THE IDOLM@STER MILLION THE@TER GENERATION 01 Brand New Theater!                                                            | 765 MILLION ALLSTARS | 「Brand New Theater!」 | ゲーム『アイドルマスター ミリオンライブ！ シアターデイズ』関連曲                                 |
| 7月26日  | THE IDOLM@STER MILLION THE@TER GENERATION 01 Brand New Theater!                                                            | 765 MILLION ALLSTARS | 「Dreaming!」 | ゲーム『アイドルマスター ミリオンライブ！ シアターデイズ』関連曲                                 |
| 10月7日  | THE IDOLM@STER 765 MILLIONSTARS HOTCHPOTCH FESTIV@L!! Happy!でSHOW!                                                        | 高槻やよい（仁後真耶子） | 「ザ・ライブ革命でSHOW!（M@STER VERSION）」 | ゲーム『アイドルマスター プラチナスターズ』関連曲                                                |
| 10月18日 | THE IDOLM@STER MASTER PRIMAL DANCIN' BLUE                                                                                  | 高槻やよい（仁後真耶子）、菊地真（平田宏美）、双海亜美 / 真美（下田麻美）、我那覇響（沼倉愛美） | 「Light Year Song」 | ゲーム『アイドルマスター』関連曲                                                                 |
| 10月18日 | THE IDOLM@STER MASTER PRIMAL DANCIN' BLUE                                                                                  | 高槻やよい（仁後真耶子）、双海亜美 / 真美（下田麻美） | 「Funny Logic」 | ゲーム『アイドルマスター』関連曲                                                                 |
| 12月22日 | THE IDOLM@STER STELLA MASTER 00 ToP!!!!!!!!!!!!!                                                                           | 765PRO ALLSTARS | 「ToP!!!!!!!!!!!!!（M＠STER VERSION）」 | ゲーム『アイドルマスター ステラステージ』関連曲                                                  |
| 12月27日 | THE IDOLM@STER MILLION THE@TER GENERATION 03 エンジェルスターズ                                                            | エンジェルスターズ | 「Brand New Theater!」 | ゲーム『アイドルマスター ミリオンライブ！ シアターデイズ』関連曲                                 |
| 2018年   | | | |                                                                                                  |
| 1月6日   | THE IDOLM@STER ニューイヤーライブ!! 初星宴舞 会場オリジナルCD                                                              | 高槻やよい（仁後真耶子）、秋月律子（若林直美）、三浦あずさ（たかはし智秋）、双海亜美（下田麻美） | 「Good-Byes（M@STER VERSION）」 | ゲーム『アイドルマスター ワンフォーオール』関連曲                                                |
| 1月6日   | THE IDOLM@STER LIVE THE@TER SOLO COLLECTION 05 765PRO ALLSTARS                                                             | 高槻やよい（仁後真耶子） | 「Good-Sleep, Baby♡」 | ゲーム『アイドルマスター ミリオンライブ！』関連曲                                                |
| 3月14日  | THE IDOLM@STER STELLA MASTER 02 星彩ステッパー                                                                             | 高槻やよい（仁後真耶子）、秋月律子（若林直美） | 「恋するTwist＆Shout」 | ゲーム『アイドルマスター ステラステージ』関連曲                                                  |
| 4月4日   | THE IDOLM@STER MILLION LIVE! M@STER SPARKLE 08                                                                             | 765 MILLION ALLSTARS | 「Brand New Theater!」 | ゲーム『アイドルマスター ミリオンライブ！ シアターデイズ』関連曲                                 |
| 6月13日  | THE IDOLM@STER STELLA MASTER ENCORE shy→shining                                                                            | 765PRO ALLSTARS | 「shy→shining（M@STER VERSION）」 | ゲーム『アイドルマスター ステラステージ』関連曲                                                  |
| 6月13日  | THE IDOLM@STER STELLA MASTER ENCORE shy→shining                                                                            | 高槻やよい（仁後真耶子） | 「shy→shining（M@STER VERSION）」 | ゲーム『アイドルマスター ステラステージ』関連曲                                                  |
| 8月29日  | THE IDOLM@STER MILLION THE@TER GENERATION 11 UNION!!                                                                       | 765 MILLION ALLSTARS | 「UNION!!」 「Welcome!!」 | ゲーム『アイドルマスター ミリオンライブ！ シアターデイズ』関連曲                                 |
| 2019年   | | | |                                                                                                  |
| 1月9日   | THE IDOLM@STER 初星-mix | 765PRO ALLSTARS | 「THE IDOLM@STER 初星-mix」 | ライブイベント『THE IDOLM@STER ニューイヤーライブ!! 初星宴舞』関連曲                             |
| 1月30日  | THE IDOLM@STER ニューイヤーライブ!! 初星宴舞 LIVE Blu-ray 絢爛装丁版 特典CD                                                | 765PRO ALLSTARS | 「THE IDOLM@STER 初星-mix ロングイントロver.」 | ライブイベント『THE IDOLM@STER ニューイヤーライブ!! 初星宴舞』関連曲                             |
| 6月26日  | THE IDOLM@STER MILLION THE@TER GENERATION 18 765PRO ALLSTARS                                                               | 765PRO ALLSTARS | 「LEADER!!」 「Brand New Theater!」 | ゲーム『アイドルマスター ミリオンライブ！ シアターデイズ』関連曲                                 |
| 7月24日  | THE IDOLM@STER MILLION THE@TER WAVE 01 Flyers!!!                                                                           | 765 MILLION ALLSTARS | 「Flyers!!!」 | ゲーム『アイドルマスター ミリオンライブ！ シアターデイズ』関連曲                                 |
| 2020年   | | | |                                                                                                  |
| 8月5日   | THE IDOLM@STER MASTER ARTIST 4 03 高槻やよい                                                                               | 高槻やよい（仁後真耶子） | 「ピピカ・リリカ」 「メランコリニスタ」 「手紙 〜愛するあなたへ〜」 「マジで…!?」 「New Me, Continued」 | 『アイドルマスター』関連曲                                                                       |
| 8月26日  | THE IDOLM@STER MILLION THE@TER WAVE 10 Glow Map                                                                            | 765 MILLION ALLSTARS | 「Glow Map」 | ゲーム『アイドルマスター ミリオンライブ！ シアターデイズ』関連曲                                 |
| 10月28日 | THE IDOLM@STER MILLION THE@TER WAVE 12 ダイヤモンドダイバー◇                                                               | ダイヤモンドダイバー◇ | 「Deep, Deep Blue」 「VIVA☆アクアリズム」 | ゲーム『アイドルマスター ミリオンライブ！ シアターデイズ』関連曲                                 |
| 2021年   | | | |                                                                                                  |
| 7月28日  | THE IDOLM@STER MILLION THE@TER SEASON Harmony 4 You                                                                        | 765 MILLION ALLSTARS | 「Harmony 4 You」 | ゲーム『アイドルマスター ミリオンライブ！ シアターデイズ』関連曲                                 |
| 7月28日  | THE IDOLM@STER MILLION THE@TER SEASON Harmony 4 You                                                                        | 765PRO ALLSTARS | 「EVERYDAY STARS!!」 | ゲーム『アイドルマスター ミリオンライブ！ シアターデイズ』関連曲                                 |
| 10月6日  | THE IDOLM@STER STARLIT SEASON 00 GR@TITUDE                                                                                 | Project LUMINOUS | 「GR@TITUDE」 | ゲーム『アイドルマスター スターリットシーズン』テーマソング                                      |
| 10月6日  | THE IDOLM@STER STARLIT SEASON 00 GR@TITUDE 日本コロムビア盤                                                                | 765PRO ALLSTARS | 「GR@TITUDE」 | ゲーム『アイドルマスター スターリットシーズン』テーマソング                                      |
| 11月24日 | THE IDOLM@STER MILLION LIVE! M@STER SPARKLE2 02                                                                            | 高槻やよい（仁後真耶子） | 「ピカリピックアップ！」 | ゲーム『アイドルマスター ミリオンライブ！ シアターデイズ』関連曲                                 |
| 12月1日  | THE IDOLM@STER STARLIT SEASON 01                                                                                           | Project LUMINOUS | 「THE IDOLM@STER」 | ゲーム『アイドルマスター スターリットシーズン』関連曲                                            |
| 12月1日  | THE IDOLM@STER STARLIT SEASON 01                                                                                           | 765PRO ALLSTARS、MILLIONSTARS | 「Thank you!」 | ゲーム『アイドルマスター スターリットシーズン』関連曲                                            |
| 12月1日  | THE IDOLM@STER STARLIT SEASON 01                                                                                           | 765PRO ALLSTARS、シャイニーカラーズ | 「Spread the Wings!!」 | ゲーム『アイドルマスター スターリットシーズン』関連曲                                            |
| 2022年   | | | |                                                                                                  |
| 1月19日  | THE IDOLM@STER STARLIT SEASON 02                                                                                           | 765PRO ALLSTARS、シャイニーカラーズ | 「READY!!」 | ゲーム『アイドルマスター スターリットシーズン』関連曲                                            |
| 1月19日  | THE IDOLM@STER STARLIT SEASON 02                                                                                           | 765PRO ALLSTARS、CINDERELLA GIRLS、MILLIONSTARS | 「Brand New Theater!」 | ゲーム『アイドルマスター スターリットシーズン』関連曲                                            |
| 1月19日  | THE IDOLM@STER STARLIT SEASON 02                                                                                           | 星井美希（長谷川明子）、萩原雪歩（浅倉杏美）、高槻やよい（仁後真耶子）、双海亜美 / 真美（下田麻美）、城ヶ崎美嘉（佳村はるか）、諸星きらり（松嵜麗）、伊吹翼（Machico）、桜守歌織（香里有佐）、小宮果穂（河野ひより）、奧空心白（田中あいみ）                                           | 「夏のBang!!」 | ゲーム『アイドルマスター スターリットシーズン』関連曲                                            |
| 3月2日   | THE IDOLM@STER STARLIT SEASON 03                                                                                           | 765PRO ALLSTARS、MILLIONSTARS | 「UNION!!」 | ゲーム『アイドルマスター スターリットシーズン』関連曲                                            |
| 3月2日   | THE IDOLM@STER STARLIT SEASON 03                                                                                           | 星井美希（長谷川明子）、萩原雪歩（浅倉杏美）、高槻やよい（仁後真耶子）、双海亜美 / 真美（下田麻美）、城ヶ崎美嘉（佳村はるか）、諸星きらり（松嵜麗）、伊吹翼（Machico）、桜守歌織（香里有佐）、小宮果穂（河野ひより）、田中摩美々（菅沼千紗）、奧空心白（田中あいみ）、亜夜（日高里菜） | 「全力★ドリーミングガールズ」 | ゲーム『アイドルマスター スターリットシーズン』関連曲                                            |
| 4月13日  | THE IDOLM@STER STARLIT SEASON 04                                                                                           | 765PRO ALLSTARS | 「IDOL☆HEART」 | ゲーム『アイドルマスター スターリットシーズン』関連曲                                            |
| 4月13日  | THE IDOLM@STER STARLIT SEASON 04                                                                                           | Project LUMINOUS、DIAMANT | 「GR＠TITUDE」 | ゲーム『アイドルマスター スターリットシーズン』関連曲                                            |
| 4月13日  | THE IDOLM@STER STARLIT SEASON 04                                                                                           | 765PRO ALLSTARS、奥空心白（田中あいみ）、亜夜（日高里菜） | 「なんどでも笑おう」 | ゲーム『アイドルマスター スターリットシーズン』関連曲                                            |
| 6月29日  | THE IDOLM@STER MILLION THE@TER SEASON LOVERS HEART                                                                         | LOVERS HEART | 「空色♡ Birthday Card」 「Harmony 4 You」 | ゲーム『アイドルマスター ミリオンライブ！ シアターデイズ』関連曲                                 |
| 6月29日  | THE IDOLM@STER MILLION THE@TER SEASON LOVERS HEART                                                                         | 天空橋朋花（小岩井ことり）、高槻やよい（仁後真耶子）、佐竹美奈子（大関英里）、七尾百合子（伊藤美来） | 「LOVE is GAME」 | ゲーム『アイドルマスター ミリオンライブ！ シアターデイズ』関連曲                                 |
| 7月9日   | THE IDOLM@STER LIVE THE@TER SOLO COLLECTION 10 765PRO ALLSTARS                                                             | 高槻やよい（仁後真耶子） | 「Eternal Spiral」 | ゲーム『アイドルマスター ミリオンライブ！』関連曲                                                |
| 7月9日   | THE IDOLM@STER 765PRO ALLSTARS LIVE SUNRICH COLORFUL コロムビア会場オリジナルCD                                            | 高槻やよい（仁後真耶子） | 「Light Year Song」 | ゲーム『アイドルマスター』関連曲                                                                 |
| 7月27日  | THE IDOLM@STER MILLION THE@TER SEASON 夢にかけるRainbow                                                                    | 765 MILLION ALLSTARS | 「夢にかけるRainbow」 | ゲーム『アイドルマスター ミリオンライブ！ シアターデイズ』関連曲                                 |
| 7月27日  | THE IDOLM@STER MILLION THE@TER SEASON 夢にかけるRainbow                                                                    | エンジェルスターズ | 「夢にかけるRainbow」 | ゲーム『アイドルマスター ミリオンライブ！ シアターデイズ』関連曲                                 |
| 12月14日 | THE IDOLM@STER MILLION THE@TER VARIETY 02                                                                                  | 765 MILLION ALLSTARS | 「Brand New Theater! 〜Brand New Year Ver.〜」 | ゲーム『アイドルマスター ミリオンライブ！ シアターデイズ』関連曲                                 |
| 2023年   | | | |                                                                                                  |
| 2月11日  | THE IDOLM@STER M@STERS OF IDOL WORLD!!!!! 2023 なんどでも笑おう                                                            | 765PRO ALLSTARS | 「なんどでも笑おう」 | 「アイドルマスターシリーズ」関連曲                                                               |
| 2月11日  | THE IDOLM@STER M@STERS OF IDOL WORLD!!!!! 2023 なんどでも笑おう                                                            | 高槻やよい（仁後真耶子） | 「なんどでも笑おう」 | 「アイドルマスターシリーズ」関連曲                                                               |
| 3月23日  | THE IDOLM@STER 765 MILLION ALLSTARS BEST                                                                                   | 765 MILLION ALLSTARS | 「Thank You!（765 MILLION ALLSTARS ver.）」 「夢にかけるRainbow（Brand New Ver.）」 「Crossing!」 | ゲーム『アイドルマスター ミリオンライブ！ シアターデイズ』関連曲                                 |
| 7月26日  | THE IDOLM@STER 765PRO LIVE THE@TER COLLECTION Vol.2                                                                        | 765PRO ALLSTARS | 「Dreaming!」 「UNION!!」 「Flyers!!!」 「Glow Map」 「Harmony 4 You」 「夢にかけるRainbow」 | ゲーム『アイドルマスター ミリオンライブ！ シアターデイズ』関連曲                                 |
| 7月26日  | THE IDOLM@STER MILLION LIVE! グッドサイン                                                                                  | 765 MILLION ALLSTARS | 「グッドサイン」 | ゲーム『アイドルマスター ミリオンライブ！ シアターデイズ』関連曲                                 |
| 7月26日  | THE IDOLM@STER MILLION LIVE! グッドサイン                                                                                  | 765PRO ALLSTARS | 「グッドサイン」 | ゲーム『アイドルマスター ミリオンライブ！ シアターデイズ』関連曲                                 |
| 2024年   | | | |                                                                                                  |
| 3月20日  | THE IDOLM@STER MILLION THE@TER VARIETY 05                                                                                  | 望月杏奈（夏川椎菜）、高槻やよい（仁後真耶子）、星井美希（長谷川明子）、木下ひなた（田村奈央）、ジュリア（愛美） | 「はぴ！やば！まいまいんど！」 | ゲーム『アイドルマスター ミリオンライブ！ シアターデイズ』関連曲                                 |
| 6月26日  | THE IDOLM@STER MILLION MOVEMENT OF ASTROLOGIA 01 SunRiser                                                                  | 双海亜美（下田麻美）、秋月律子（若林直美）、星井美希（長谷川明子）、高槻やよい（仁後真耶子）、双海真美（下田麻美） | 「SunRiser」 | ゲーム『アイドルマスター ミリオンライブ！ シアターデイズ』関連曲                                 |
| 7⽉31⽇  | THE IDOLM@STER MILLION LIVE! 7Days A Week!!                                                                                | 765 MILLION ALLSTARS | 「7Days A Week!!」 「DIAMOND DAYS」 | ゲーム『アイドルマスター ミリオンライブ！ シアターデイズ』関連曲                                 |
| 7⽉31⽇  | THE IDOLM@STER LIVE THE@TER SOLO COLLECTION 「DIAMOND DAYS」 765PRO ALLSTARS                                               | 高槻やよい（仁後真耶子） | 「DIAMOND DAYS」 | ゲーム『アイドルマスター ミリオンライブ！ シアターデイズ』関連曲                                 |

### その他参加楽曲
| 発売日         | 商品名                                 | 歌                                 | 楽曲                                                                       | 備考                                                  |
| -------------- | -------------------------------------- | ---------------------------------- | -------------------------------------------------------------------------- | ----------------------------------------------------- |
| 2007年5月30日  | THE IDOLM@STER RADIO TOP×TOP!          | たかはし智秋、今井麻美、仁後真耶子 | 「ウェディング・ベル」                                                     | ラジオ『THE IDOLM@STER RADIO』関連曲                  |
| 2007年10月24日 | DJCD ラジオdeアイマSHOW! vol.4.5       | Engage!                            | 「アナタのヒトコト」                                                       | ラジオ『ラジオdeアイマSHOW!』テーマソング             |
| 2008年6月4日   | THE IDOLM@STER RADIO COLORFUL MEMORIES | たかはし智秋、今井麻美、仁後真耶子 | 「Let Me Be With You」                                                     | ラジオ『THE IDOLM@STER RADIO』関連曲                  |
| 2010年2月24日  | THE IDOLM@STER Vocal Collection 01     | you-i                              | 「FO(U)R」                                                                 | ラジオ『アイドルマスター Radio For You!』テーマソング |
| 2013年7月24日  | ラジオdeアイマCHU!! スペシャルCD       | Honey Citrus                       | 「Mon Chéri」 「れでぃお☆マジかる」 「れでぃお☆マジかる（short version）」 | ラジオ『ラジオdeアイマCHU!!』テーマソング             |